# الفزان (جزيرة)
جزيرة الفزان (بالإسبانية: Isla de los Faisanes، بالفرنسية: Île des Faisans) جزيرة إسبانية وفرنسية هي جزيرة صغيرة غير مأهولة تقع في نهر بيداسو بين مدينة إيرون الإسبانية وبلدة أونداي الفرنسية، على الحدود بين البلدين. تتميز هذه الجزيرة بترتيب فريد من نوعه، حيث يتناوب البلدان على حكمها كل 6 أشهر منذ أكثر من 360 عامًا تبلغ مساحة جزيرة الفزان 0,002 كم².
🗓️ تاريخ الجزيرة
تعود قصة جزيرة الفزان إلى عام 1659، عندما شهدت توقيع "معاهدة صلح البرانس" بين الملك الفرنسي لويس الرابع عشر والملك الإسباني فيليب الرابع، التي أنهت حربًا استمرت 30 عامًا بين البلدين. تم اختيار الجزيرة كمكان محايد لعقد الاجتماعات، حيث تم بناء جسور خشبية من الجانبين للوصول إليها. كما شهدت الجزيرة زواجًا ملكيًا بين لويس الرابع عشر وماريا تيريزا، ابنة فيليب الرابع، في رمز للسلام بين البلدين.
🔄 التناوب على السيادة
بموجب المعاهدة، تم إعلان الجزيرة منطقة محايدة تتناوب فرنسا وإسبانيا على حكمها:
من 1 فبراير إلى 31 يوليو: تحت السيادة الإسبانية.
من 1 أغسطس إلى 31 يناير: تحت السيادة الفرنسية.
تُجرى مراسم سنوية لتبادل "مفتاح الجزيرة" بين المسؤولين الفرنسيين والإسبان، مما يعكس التعاون والاحترام المتبادل بين البلدين .
🌍 رمزية الجزيرة
على الرغم من صغر حجمها (حوالي 200 متر طولًا و40 متر عرضًا)، إلا أن جزيرة الفزان تُعتبر رمزًا للسلام والتعاون بين فرنسا وإسبانيا. تُعد واحدة من أصغر الأراضي المشتركة بين دولتين في العالم، وتُعتبر مثالًا نادرًا على التعاون الدولي في إدارة الأراضي.
🚫 الزيارة والدخول
الجزيرة غير مأهولة بالسكان ولا يمكن زيارتها إلا في مناسبات خاصة، مثل أيام التراث المفتوحة. يديرها قائد البحرية في سان سيباستيان الإسبانية ونظيره في بايون الفرنسية، ويُعتبران "حاكمين" للجزيرة خلال فترة سيادة بلديهما .